# La Voz de Navarra
La Voz de Navarra (en français : La Voix de Navarre) est un journal fondé en 1923, publié à Pampelune en Navarre, dans la rue Zapatería.
À caractère nationaliste basque et fuerista, le journal a eu beaucoup de problèmes dans la dictature de Miguel Primo de Rivera. 
Il était le second quotidien dans les ventes, après le Diario de Navarra dans cette province. Il a été fermé et a été saisi par la Phalange espagnole au début de la guerre civile en juillet 1936. Par la suite, dans ses locaux on s'est mis à y imprimer le périodique du mouvement fasciste, Arriba España.
Son dernier directeur a été l'homme politique et l'auteur José Aguerre.